# 恒州 (北魏)
恒州（こうしゅう）は、中国にかつて存在した州。現在の山西省北部・内モンゴル自治区ウランチャブ市南部一帯に設置された。
太和17年（493年）、北魏の孝文帝には平城から洛陽への遷都すると、司州は恒州と改称された。孝昌3年（527年）、六鎮の乱に代郡が陥落すると、州治は秀容城に移された。天保7年（556年）、北斉により恒州は廃止された。

## 下部行政区画
- 代郡
  - 平城県・太平県・武周県・永固県
- 善無郡
  - 善無県・沃陽県
- 涼城郡
  - 参合県・裋鴻県
- 繁畤郡
  - 崞山県・繁畤県
- 桑乾郡
  - 桑乾県・下館県
- 高柳郡
  - 安陽県・高柳県
- 霊丘郡
  - 霊丘県・莎泉県